# Tous sangs mêlés
 (novembre 2016).
Si vous disposez d'ouvrages ou d'articles de référence ou si vous connaissez des sites web de qualité traitant du thème abordé ici, merci de compléter l'article en donnant les références utiles à sa vérifiabilité et en les liant à la section « Notes et références ».
Tous sangs mêlés est le cinquième roman de l'écrivain péruvien José María Arguedas publié en 1964. Il est le plus long et le plus ambitieux roman de l'auteur. Il essaie de montrer l'ensemble de la vie péruvienne, par l'intermédiaire de la représentation de scénarios géographiques et sociaux de tout le pays, bien qu'il se concentre sur les Andes péruviennes. Le titre fait allusion à la variété raciale, régionale et culturelle de la nation péruvienne. Le roman se déroule entre deux idées fondamentales : le danger de la pénétration impérialiste dans le pays par l'intermédiaire des grandes compagnies minières transnationales et le problème de la modernisation du monde indigène.

## Argument
Le roman commence avec le suicide de monsieur Andrés Aragon de Peralta, chef de la famille la plus puissante du village de Saint Pierre de Lahuaymarca, dans les Andes du Pérou. Sa mort annonce la fin du système féodal qui jusqu'alors prédominait dans la région. Monsieur Andrés laisse deux fils : monsieur Fermín et monsieur Bruno, ennemis et rivaux qui, quand leur père était en vie, s'étaient déjà répartis ses immenses propriétés.
Le conflit principal tourne autour de l'exploitation de la mine Apar’cora, découverte par monsieur Fermín dans ses territoires. Monsieur Fermín, prototype du capitaliste national, veut exploiter la mine et amener le progrès dans la région, ce à quoi s'oppose son frère monsieur Bruno, propriétaire terrien et fanatique catholique, qui ne veut pas que ses colons ou serviteurs indiens soient contaminés par la modernité, qui selon son jugement corrompt les personnes. 
Avec l'arrivée d'un consortium international — la Wisther-Bozart — le conflit démarre par le contrôle de la mine d'argent. Monsieur Fermín ne peut pas rivaliser avec la société transnationale et il se voit obligé de lui vendre la mine, qui dès lors prend le nom de Compagnie Minière Aparcora. Devant les besoins abondants en eau pour le fonctionnement de la mine, la compagnie montre un intérêt pour les terres du village et des communautés paysannes proches, et oblige les propriétaires à les vendre à prix misérable en utilisant la complicité des autorités corrompues. La compagnie agit comme une force destructrice qui fait tout pour obtenir le maximum de profits, sans se préoccuper des préjudices qu'elle cause aux villageois. Un processus d'agitation démarre alors, conduisant à la mobilisation des paysans menés par Rendón Willka, un villageois indien qui a habité dans la capitale du pays où il a appris beaucoup au sujet de la vie politique et sociale. Sous ses ordres éclatent des soulèvements qui sont réprimés de manière sanglante par les forces de l'ordre mais qui sont l'annonce de la rébellion finale.

## Analyse
Le roman présente l'image d'une nation soumise à la pénétration impérialiste et, surtout, le problème de la modernisation de la culture indienne. Arguedas tente d'offrir une image globale du Pérou à travers la représentation des paramètres géographiques et sociaux de tout le pays, bien que l'accent narratif soit mis sur les montagnes. Le titre du roman exprime la vie nationale complexe du Pérou, où «tous les sangs» se mêlent et se disputent durement. Mais dans ce combat, le Pérou n'est pas le seul impliqué, il y a également une puissance impérialiste cherchant à le diriger.
La confrontation entre les forces de la modernité et de la culture traditionnelle est le principal conflit abordé par le roman. La grande question tourne autour de la possibilité de parvenir à un véritable développement national, étant donné la certitude qu'une période de l'histoire du pays est terminée et qu'une nouvelle patrie doit être construite sur ses ruines. L'ordre détruit est l'ancien ordre féodal. Les alternatives face au projet impérialiste allant de l'utopique retour à un ordre féodal, imaginé par Don Bruno comme un système naturel présidé par des principes moraux, à la proposition du capitalisme national, comme l'a déclaré Don Fermin. Dans le roman ces deux options sont invalidées et la légitimité morale et historique de l'autre alternative, représentée par roturier Rendón Willka, est soulignée. Elle pourrait se résumer par son sens collectiviste (sur le plan social), son attachement aux valeurs Quechuas (sur le plan culturel), et une modernisation prudente (sur les deux plans).
Le projet de Willka a cependant des composantes plus idéales que réelles et une limitation peut-être insurmontable : c'est un projet limité aux agriculteurs, qui se méfie et même rejette la participation du prolétariat et remet en question le service des partis politiques. C'est un projet culturel plutôt que social (bien qu'il souligne l'importance de l'organisation collectiviste selon le modèle de la communauté autochtone) et plus éthique que politique.